# Édifice Hydro-Québec
Der Édifice Hydro-Québec ist ein Wolkenkratzer in Montreal. Er befindet sich an der Kreuzung von Boulevard René-Lévesque und Rue Saint-Urbain im Arrondissement Ville-Marie. Seit seiner Fertigstellung im Jahr 1962 ist er der Hauptsitz des staatlichen Energieversorgungsunternehmens Hydro-Québec.
Das vom Architekten Gaston Garnier entworfene Gebäude ist 110 Meter hoch, zählt 27 Stockwerke und besitzt eine charakteristische grüne Vorhangfassade. Über einen unterirdischen Zugang können der benachbarte Wolkenkratzer Complexe Desjardins und von dort aus weitere Teile der Montrealer Untergrundstadt erreicht werden, darunter die Metrostationen Place-des-Arts und Place-d’Armes.
Ein großflächiges Wandbild des Künstlers Jean-Paul Mousseau ziert die Eingangshalle des Gebäudes. Das Werk Lumière et mouvement dans la couleur (Licht und Bewegung in der Farbe) besteht aus Fiberglas und Kunstharz. Leuchtstofflampen erzeugen bewegte farbige Lichtreflexionen. Vor dem Eingang steht eine Büste von René Lévesque, der als Minister für Ressourcen die Verstaatlichung der Elektrizitätswirtschaft in der Provinz Québec vollzogen hatte.

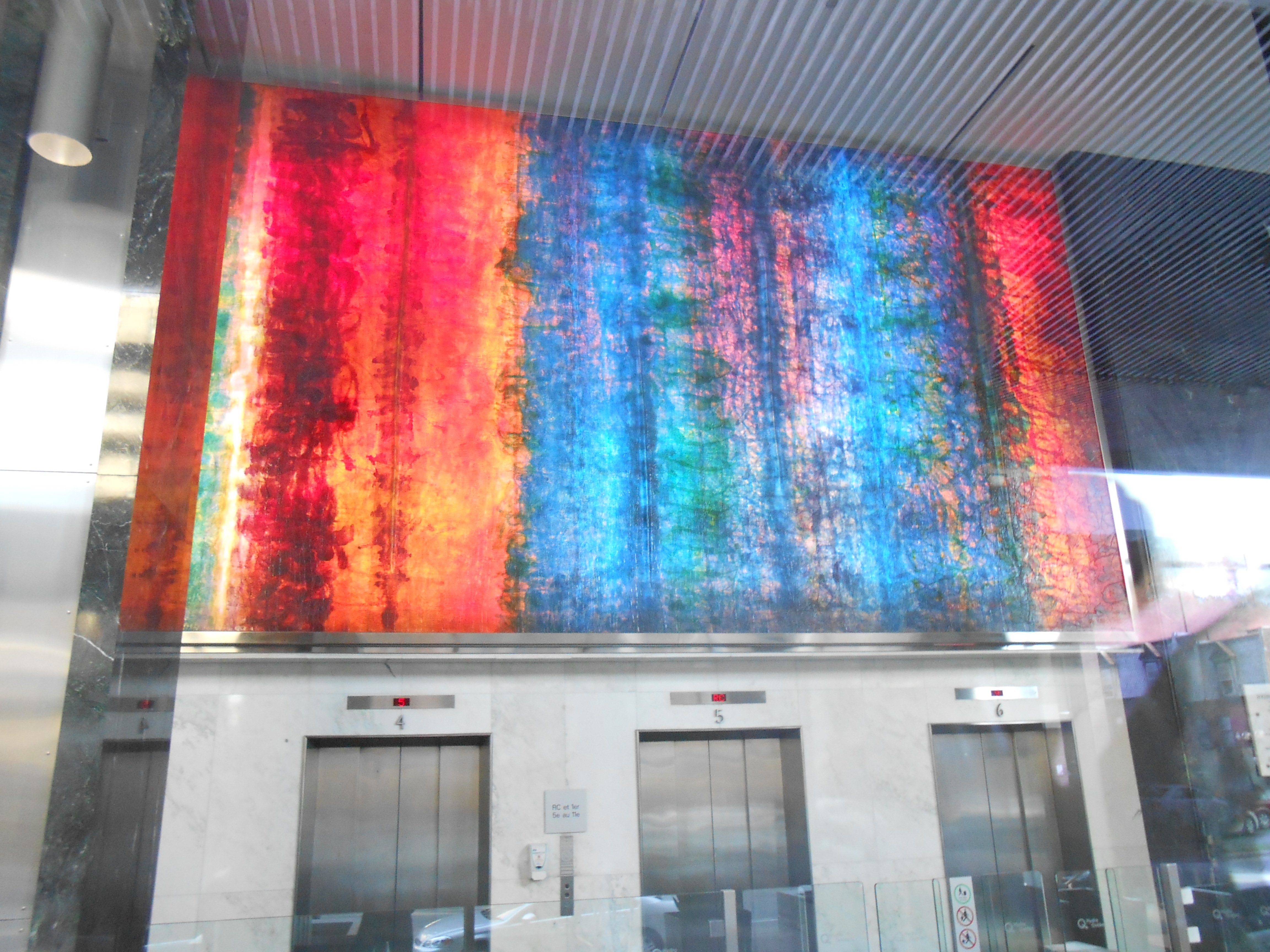
Lumière et mouvement dans la couleur von Jean-Paul Mousseau